# Escut de la Guinea Equatorial
L'escut de la Guinea Equatorial fou aprovat inicialment el 12 d'octubre del 1968, arran de la independència, i readoptat en la seva forma actual el 21 d'agost del 1979.
En camper d'argent, hi figura la variant guineana del capoquer al natural, amb el tronc marró i la capçada verda; aquest arbre, conegut també com l'arbre Déu, simbolitza el lloc on es va signar el primer tractat entre Espanya, antiga potència colonial, i els governants locals.
Al capdamunt de l'escut, sis estrelles grogues de sis puntes que representen els diversos territoris que formen la Guinea Equatorial. A sota apareix, escrit en una cinta, el lema nacional en castellà: Unidad, Paz, Justicia ('Unitat, Pau, Justícia').
L'escut, molt semblant a l'utilitzat durant l'època colonial, fou canviat durant la dictadura de Francisco Macías Nguema (1972-1979) per un de reminiscències més africanistes, amb eines i armes tradicionals, un gall (símbol de l'IPGE, el partit de Macías) i la paraula Trabajo ('Treball') afegida al lema nacional, i restaurat posteriorment.

Escut durant l'època de Macías